# Дейв Дональдсон
Дейв До́нальдсон (англ. Dave Donaldson; нар. 4 червня 1978) — канадський економіст, професор економіки в Массачусетському технологічному інституті. Він був нагороджений медаллю Джона Бейтса Кларка 2017 року і обраний членом Американської академії мистецтв і наук у 2020 році.

## Академічна кар'єра
Дональдсон отримав ступінь магістра фізики в Оксфордському університеті (Трініті-коледж) у 2001 році, а диплом у 2002 році — магістр. у 2003 р. і доктор філософії у 2009 р. — все з економіки в Лондонській школі економіки. Його дослідження визначає ефекти добробуту та економічного зростання від інтеграції ринку; широкі наслідки зменшення внутрішньодержавних торгових бар'єрів; і як вплив кліматичних змін на людей, а також продовольча безпека та ризики голоду можуть бути опосередковані торгівлею та спеціалізацією.
Він працює співредактором журналу Econometrica з 2019 по 2023 рік.

## Вибрані публікації
- Donaldson, Dave (2018). Railroads of the Raj: Estimating the Impact of Transportation Infrastructure (PDF). American Economic Review. 108 (4–5): 899—934. doi:10.1257/aer.20101199. Архів оригіналу (PDF) за 13 травня 2021. Процитовано 5 травня 2021.
- Donaldson, Dave; Hornbeck, Richard (2016). Railroads and American Economic Growth: A 'Market Access' Approach. Quarterly Journal of Economics. 101 (7): 799—858. doi:10.1093/qje/qjw002.